# Morio Kazama
Pour les articles homonymes, voir Kazama.
Morio Kazama (風間杜夫, Kazama Morio), né le 26 avril 1949 dans l'arrondissement de Setagaya à Tokyo, est un acteur japonais.

## Filmographie partielle

### Au cinéma
- 1963 : Wanpaku ōji no orochi taiji (voix, crédité sous le nom Tomohito Sumita)
- 1980 : Shiki Natsuko (四季・奈津子?) de Yōichi Higashi
- 1980 : Yūgure made (夕暮まで?) de Kazuo Kuroki
- 1982 : La Marche de Kamata (蒲田行進曲, Kamata kōshin-kyoku?) de Kinji Fukasaku
- 1983 : Theatre of Life (人生劇場, Jinsei gekijō?) de Kinji Fukasaku, Sadao Nakajima et Jun'ya Satō
- 1984 : Rhapsodie de Shanghai (上海バンスキング, Shanhai bansu kingu?) de Kinji Fukasaku
- 1985 : Sorekara (それから?) de Yoshimitsu Morita : Suganuma
- 1988 : Hana no ran (華の乱?) de Kinji Fukasaku : Sakae Ōsugi
- 1988 : Les Désincarnés (異人たちとの夏, Ijin-tachi to no natsu?) de Nobuhiko Ōbayashi
- 1998 : Samurai Fiction (SF サムライ・フィクション, Esu efu samurai fikushon?) de Hiroyuki Nakano
- 2017 : Honnōji Hotel (本能寺ホテル, Honnō-ji hoteru?) de Masayuki Suzuki

### À la télévision
- 2005-2006 : Akagi (série TV anime, voix)
- 2008 : Celeb to Binbō Tarō (série TV)
- 1994-2006 : Furuhata Ninzaburō (apparition en 1996)

## Distinctions

### Décorations
- 2023 : récipiendaire de l'ordre du Soleil levant de quatrième classe[1]

### Récompenses
Morio Kazama a été lauréat du prix du meilleur second rôle au 2e festival du film de Yokohama pour Shiki Natsuko et Yūgure made ainsi qu'aux 6e et 7e Japan Academy Prize,,.